# John Parsons (Mörder)
John Ward Parsons (* 11. Februar 1971) ist ein US-amerikanischer Mörder und Gefängnisausbrecher. Er verbüßt seit 2006 eine lebenslange Freiheitsstrafe für den Mord an einem Polizisten und entkam für 83 Tage aus einem Gefängnis in Ohio.

## Straftaten
John Parsons hatte bei einem Raubüberfall am 21. April 2005 den Polizisten Larry Cox erschossen und wurde am 1. Mai 2005 verhaftet. Seine Vorstrafen und Anklagepunkte umfassten Diebstahl, Beweisfälschung, Verstoß gegen das Waffengesetz, besonders schwerer Raub und Mord. Während er auf seine Verhandlung wartete, gelang ihm am 29. Juli 2006 die Flucht aus dem Gefängnis von Ross County. Er hatte sich aus Laken eine Strickleiter gebastelt und machte sich vier zusammensteckbare Papierstangen, mit denen er am Hof die Strickleiter auf der Mauer befestigen konnte. Über die Strickleiter und durch eine Stachelbandrolle hindurch erreichte er das Gefängnisdach, von wo er rund sechs Meter in die Tiefe sprang und entkam. Bei seinem Sprung von der Mauer brach er sich den Fuß.
Seine Flucht wurde erst knapp eine Stunde später bemerkt. Trotz umfangreichster Suchaktionen mit Flugzeugen, Hubschraubern und Hundestaffeln blieb er in den dichten Waldgebieten um Chillicothe verschwunden. Am 30. September 2006 kam er auf die Liste der FBI Ten Most Wanted Fugitives und wurde dreimal über die Fernsehserie America’s Most Wanted ausgestrahlt. Die Belohnung für Hinweise, die zu seiner Verhaftung führten, wurde auf 125.000 $ angehoben. Bei einer Durchsuchung seiner Zelle entdeckten die Beamten außerdem einen losen Mauerblock.
Erst am 19. Oktober 2006 konnte er nach dem Hinweis eines Jägers bei einer kleinen Hütte in der Nähe der Stadtgrenze von Chillicothe verhaftet werden. Am 8. Dezember 2006 wurde er zu einer lebenslangen Freiheitsstrafe ohne Aussicht auf vorzeitige Entlassung verurteilt. Seine Flucht wurde zu einer Folge von Prison Breaks: Die wahren Geschichten verarbeitet.